# Park Manitiusa w Poznaniu
Park Gustawa Manitiusa (dawniej Park Zwycięstwa) – park w Poznaniu, położony na terenie jednostki pomocniczej Osiedle Grunwald Południe na Grunwaldzie, u zbiegu ulic: Grunwaldzkiej (od północy) i Reymonta (od wschodu), na terenie dawnych cmentarzy ewangelickich.

## Historia
W 1895 r. na niezabudowanym obszarze poza pierścieniem wewnętrznych fortyfikacji Twierdzy Poznań założono sąsiadujące ze sobą cmentarze ewangelickie parafii św. Pawła ze śródmieścia i św. Łukasza na Jeżycach, sięgające na południe do ul. Taborowej, a od zachodu do ul. Obozowej. Po 1918 r., w związku z wyjazdem większości parafian do Rzeszy, część zbędnego obszaru przeznaczono na ogródki działkowe dla pozostającej w mieście ludności niemieckiej. W grudniu 1944 r. na cmentarzu św. Łukasza został pochowany ks. Paul Blau, ostatni generalny superintendent poznańskiego Kościoła Ewangelicko-Unijnego.
Po 1945 r. cmentarze zamknięto dla pochówków. W 1952 r. (według planu miasta z 1948 r. nastąpiło to już wcześniej) zostały przekształcone w Park Zwycięstwa. Czytelny pozostał układ dawnych alei, obsadzonych drzewami liściastymi, z których na szczególną uwagę zasługują dęby amerykańskie, osiągające znaczne rozmiary. Krzewy występują głównie w strefie oddalonej od ulicy, dolną warstwę zajmują przede wszystkim trawniki. Południową część obszaru dawnych cmentarzy, od alei na przedłużeniu ul. Wyspiańskiego po ul. Taborową zajęły ogródki działkowe, obiekty sportowe i zabudowa koszar MO (obecnie Ośrodek Szkolenia Policji). Nie zachował się ani jeden nagrobek, przetrwała jednak kaplica cmentarna kościoła św. Pawła, w 1946 r. przekazana jako tymczasowe miejsce nabożeństw parafii ewangelicko-augsburskiej. Kaplica jest neogotycką budowlą wzniesioną w 1896 r. Mimo długoletnich starań o rozbudowę lub budowę nowej kaplicy i domu parafialnego, dopiero po rewindykacji parceli na rzecz parafii, w 2004 r. przy ul. Obozowej poświęcono nowy kościół Łaski Bożej. Na terenie za świątynią zostało upamiętnione miejsce pochówków.
Powierzchnia parku wynosi niespełna 6 ha, teren ten po 1962 r. został okrojony od północy i wschodu, podczas poszerzania sąsiadujących ulic. Przestało wówczas istnieć żeliwne ogrodzenie z ozdobną bramą, dom grabarza, a także kaplica cmentarza św. Łukasza, służąca po wojnie parafii polskokatolickiej.
W 1968 r. na zamknięciu głównej alei wzniesiono niewielki pomnik Zwycięstwa (proj. Ryszard Skupin), upamiętniający zakończenie II wojny światowej i bitwę pod Grunwaldem. W latach 70. w jego sąsiedztwie powstała kryta pływalnia i Wielkopolskie Centrum Judo TS Olimpia.
W 2000 r. patronem parku został ks. senior Gustaw Manitius, zasłużony polski duszpasterz luterański, zamordowany przez Niemców w Forcie VII. W 2002 r. poświęcono mu głaz pamiątkowy od strony ul. Grunwaldzkiej, autorstwa prof. Władysława Wróblewskiego.

## Galeria

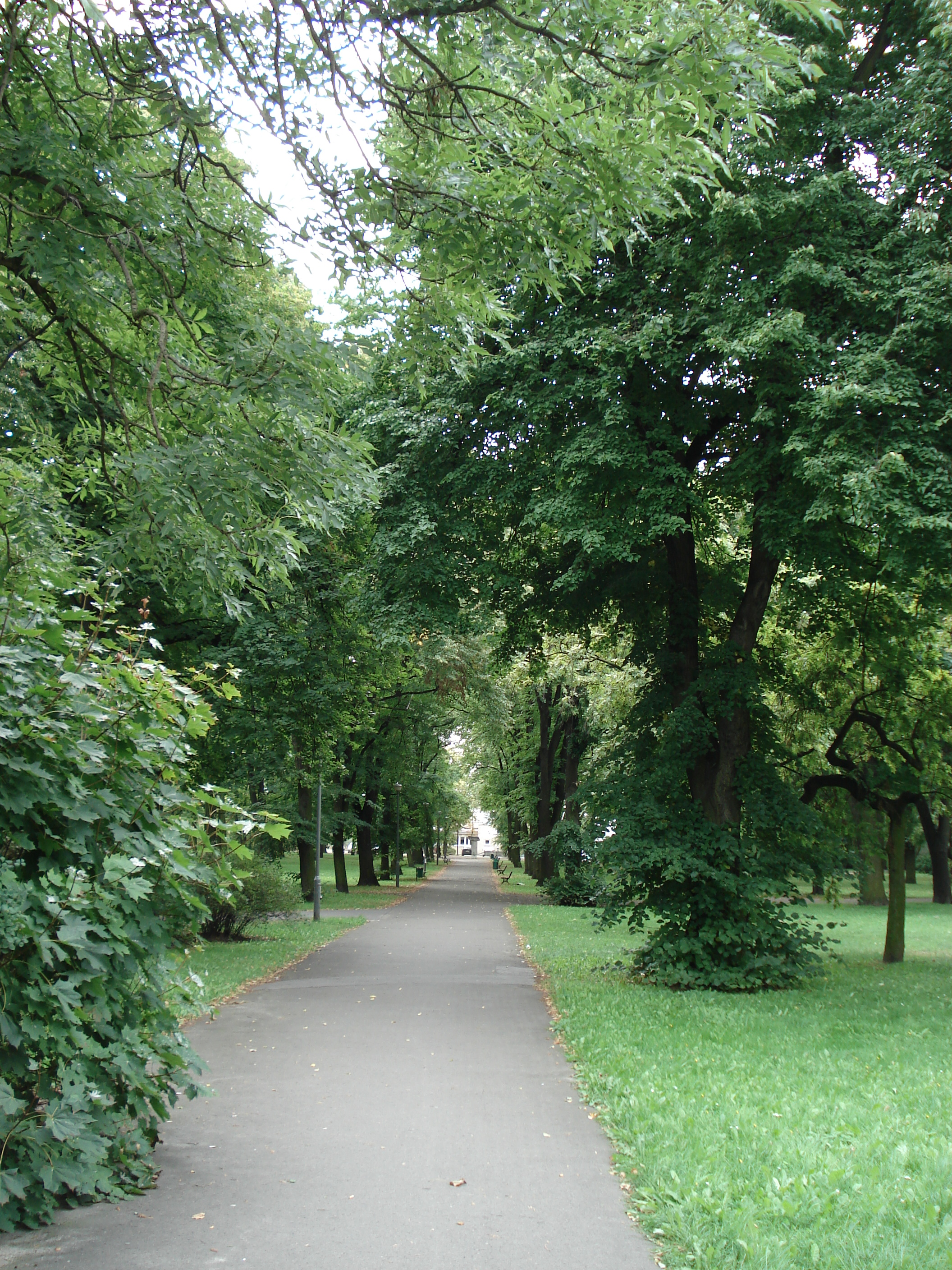
Aleja w parku
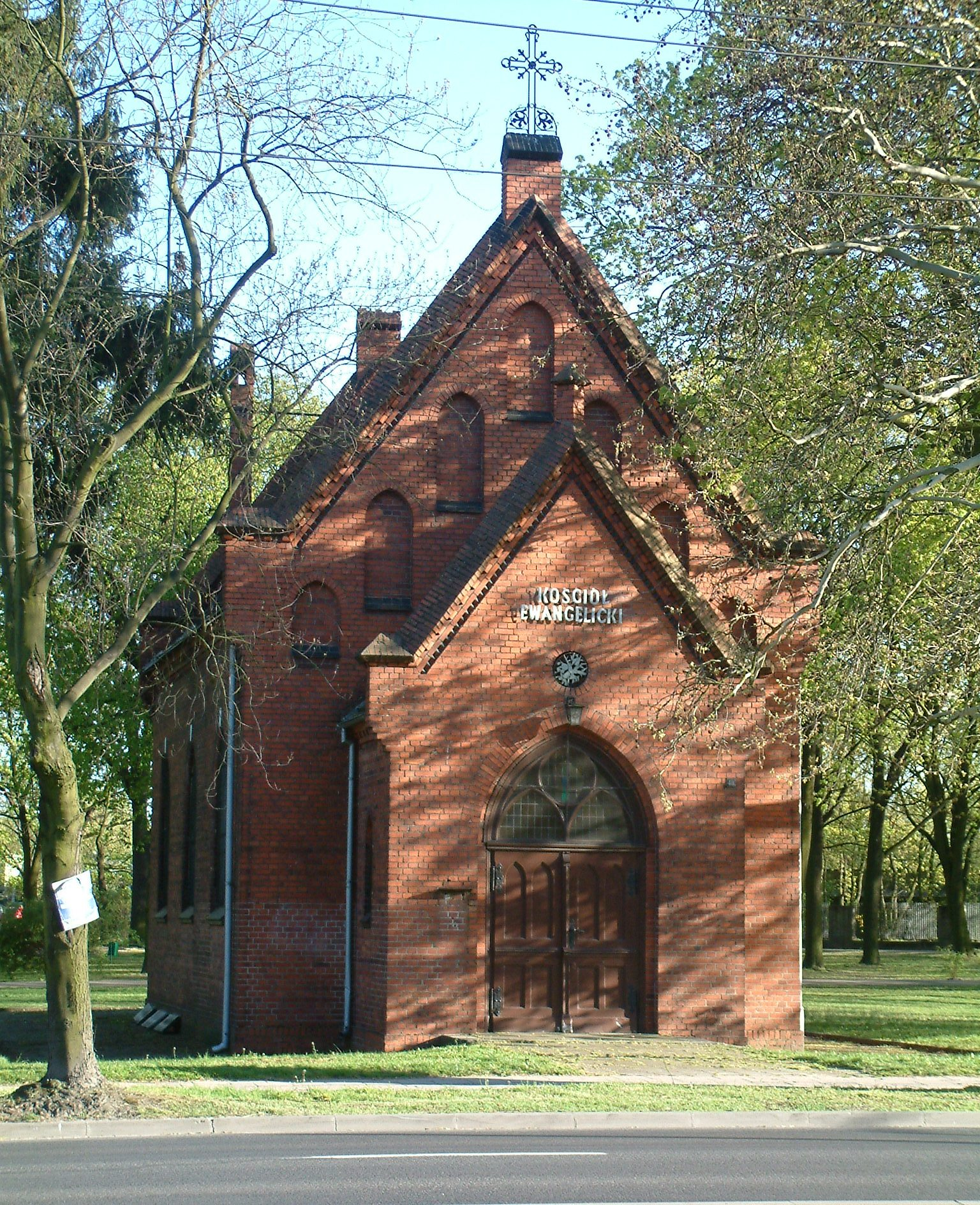
Stara kaplica ewangelicka
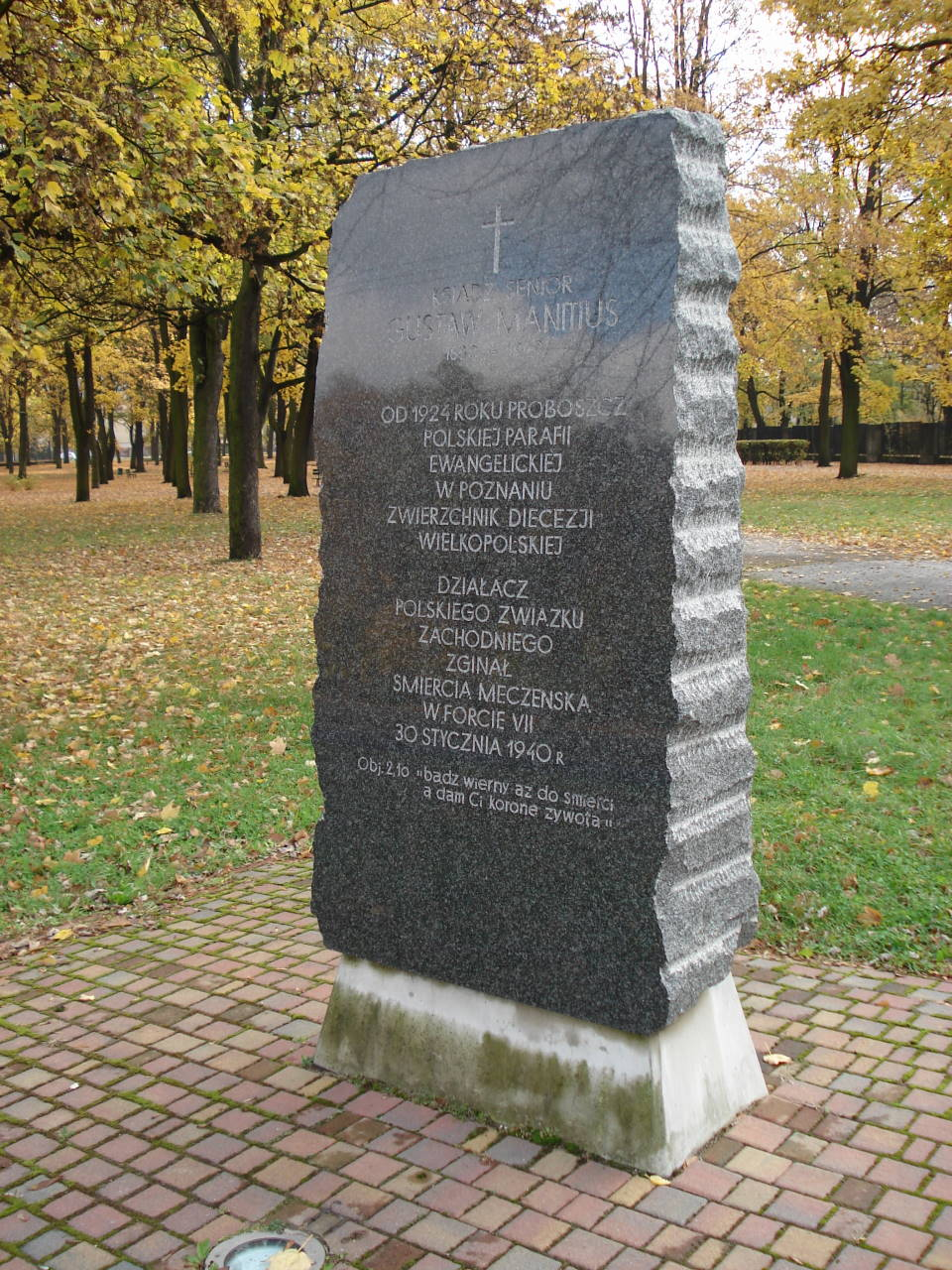
Głaz pamiątkowy patrona parku
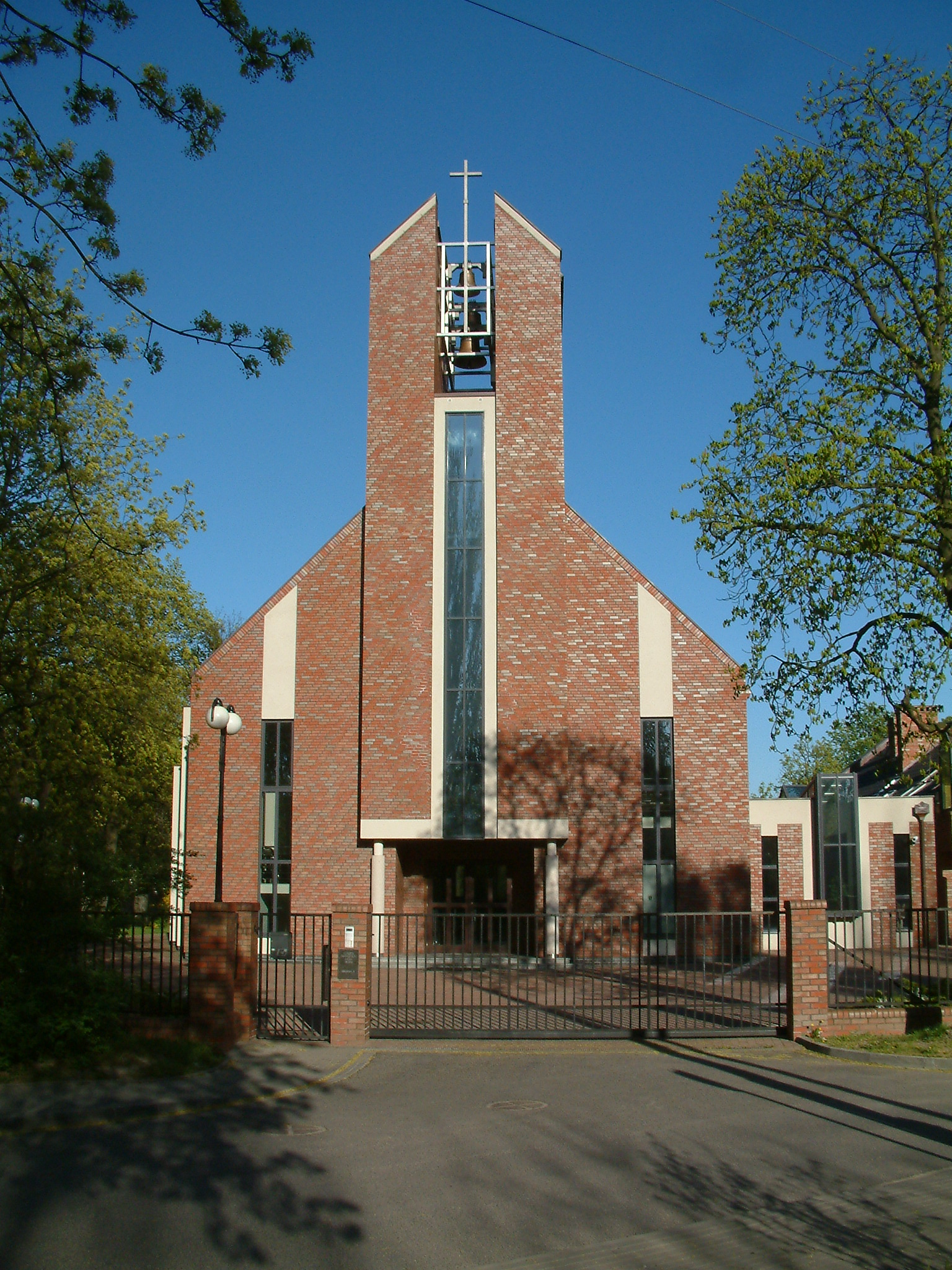
Kościół ewangelicko-augsburski Łaski Bożej
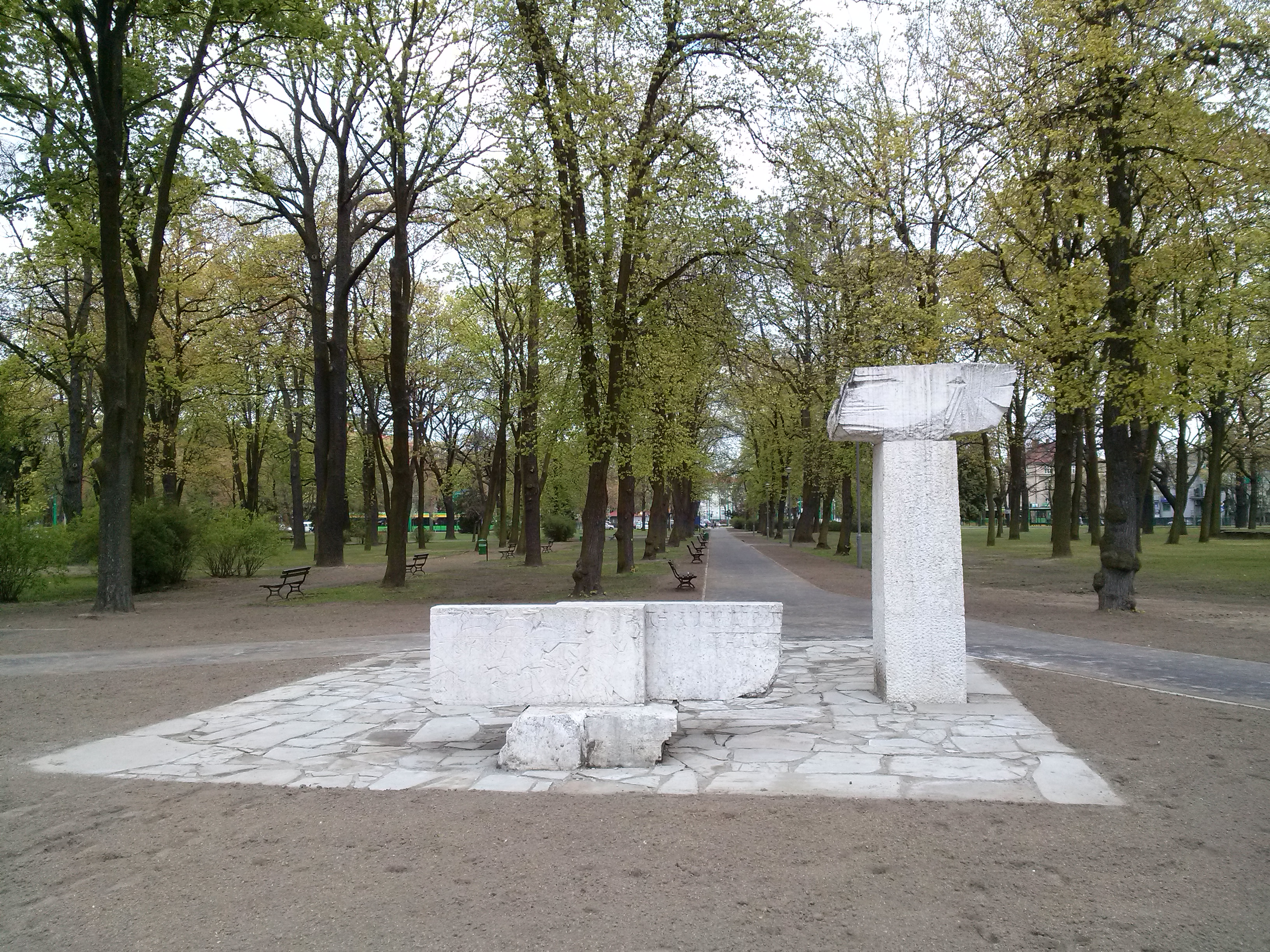
Pomnik Zwycięstwa
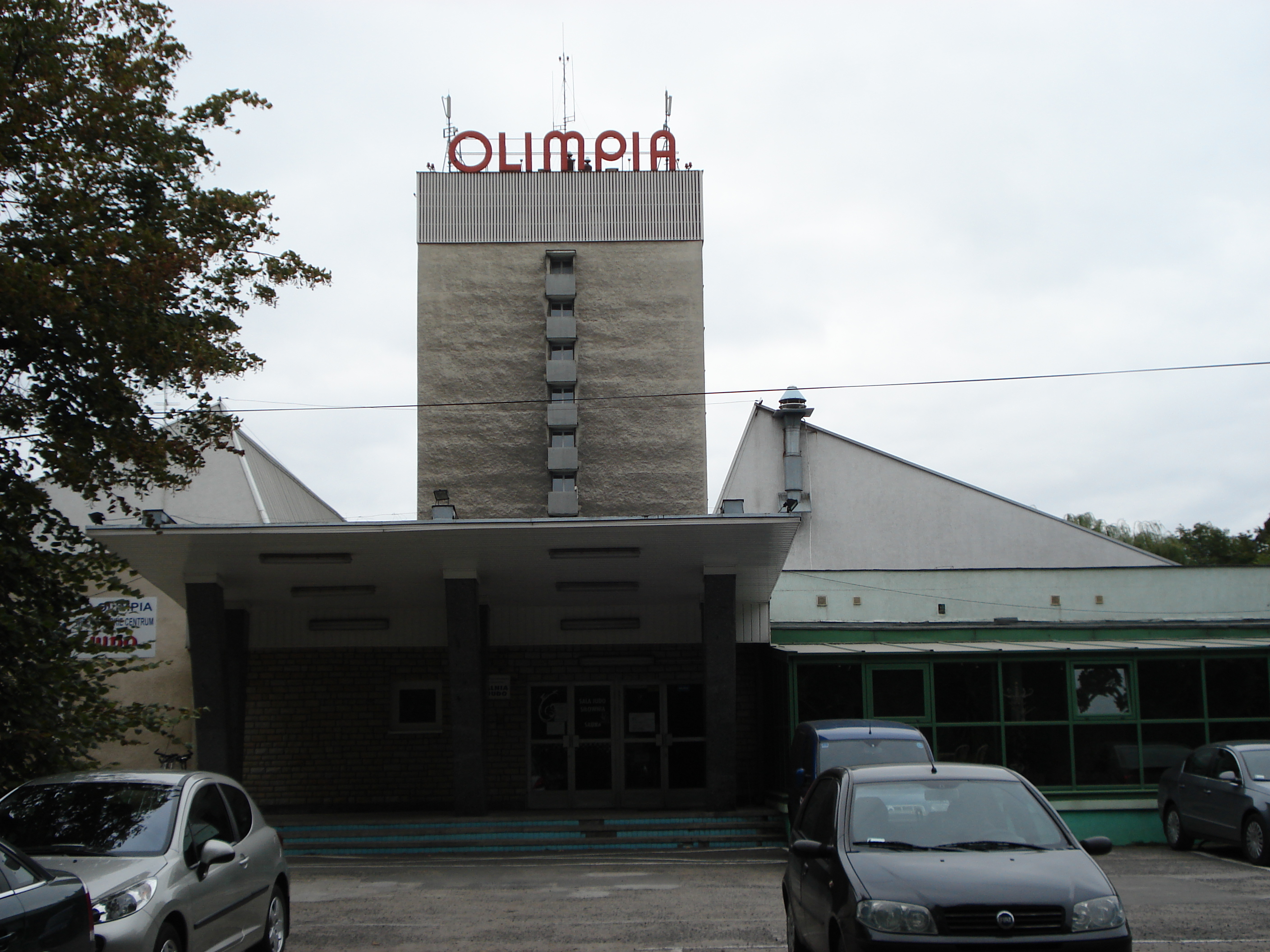
Pływalnia Olimpii
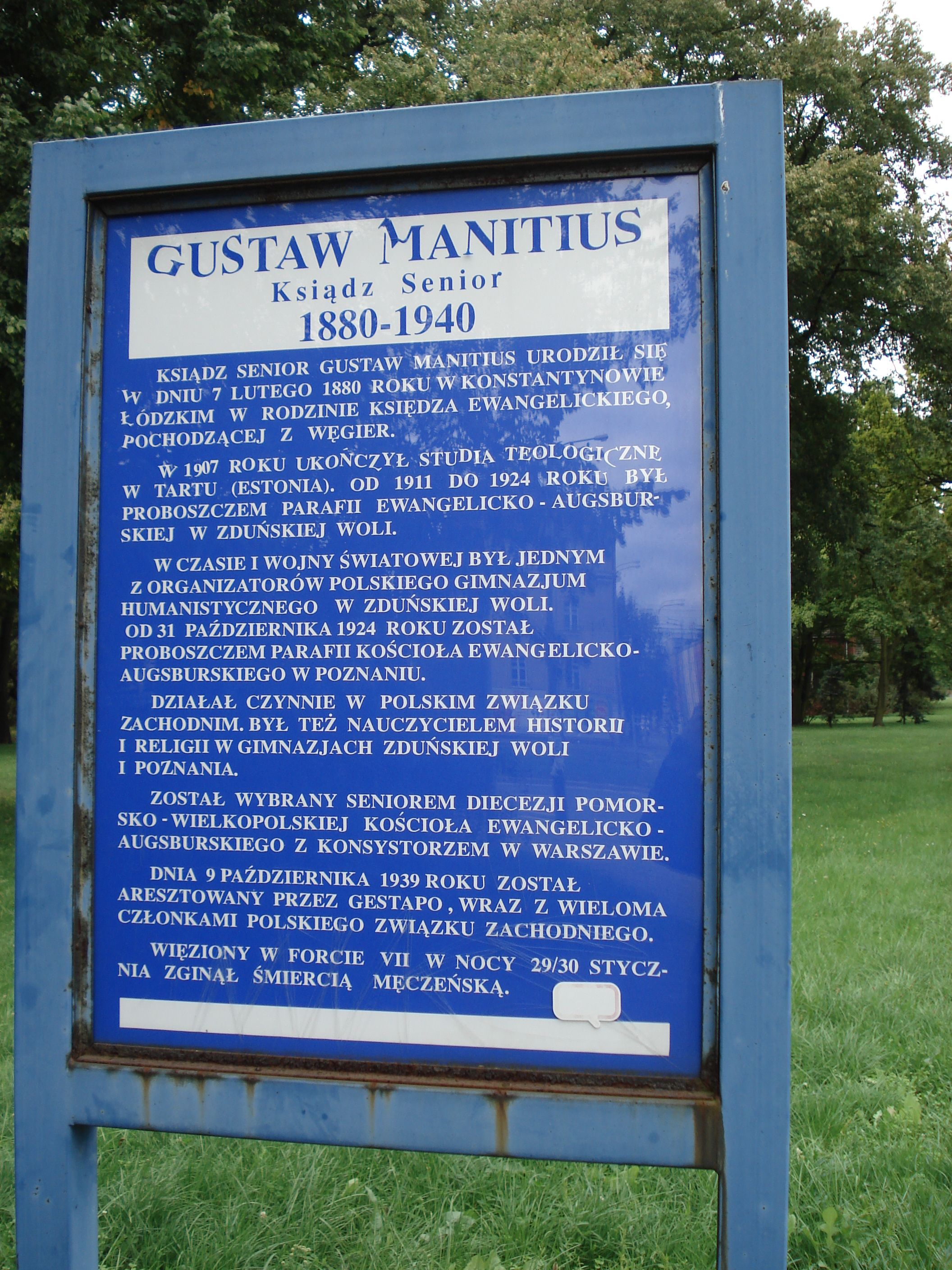
Tablica informacyjna
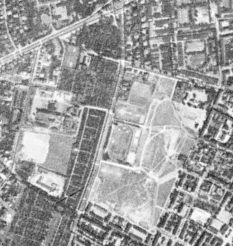
Zdjęcie satelitarne Poznania z 1965 r., między kwadratem ulic Grunwaldzka - Ułańska, Jarochowskiego - Chociszewskiego - Promienista. Widoczny park Manitiusa i przyszły park Kasprowicza